# Emmanuel de Waepenaert
Emmanuel-Jean de Waepenaert (Overmere, 17 februari 1699 - Dendermonde, 21 oktober 1770) was een ridder uit de Oostenrijkse Nederlanden.

## Familie
Emmanuel-Jean werd geboren in het adellijke geslacht De Waepenaert.  Hij was de zoon van ridder Jean (IV) Marin de Wapenaert, heer van Erpe, griffier van Uitbergen-Overmere en hoofdschepen van het Land van Dendermonde. Zijn broer Charles Philippe de Waepenaert d'Erpe was raadspensionaris van de Grote Raad van Mechelen en diens zoon Jean Philippe de Waepenaert d'Erpe werd raadsheer en rekwestmeester bij de Grote Raad. Andere neven van hem waren Anthon de Waepenaert de Termiddelerpen en Melchior Goubau d'Hovorst.
Op 22 maart 1727 huwde hij met jonnkvrouw Maria Ludovica Thierins, erfelijke dame van sleutelhof, een kleindochter Ludovicus Maxiliaan Thyerins, Hoogschepen van Waes. Na haar dood hertrouwde hij op 16 juni 1743 met jonkvrouw Marie Therèse Goubau, dochter van de kasteelheer van Cortewalle en  hoogbajuw van het Land van Beveren, zij was een afstammelinge van hertog Jan III van Brabant via het Huis Ranst. Uit dit tweede huwelijk werd onder meer Karel de Waepenaert de Kerrebrouck geboren.

## Loopbaan
De Waepenaert studeerde tot 1721 rechten aan de universiteit van Leuven waar hij zijn licentiaat behaalde. In 1724 werd hij, zoals zijn vader, ook hoofdschepen van het Land van Dendermonde en in 1758 werd hij bovendien burgemeester van de stad  Dendermonde, een functie die hij bleef uitoefenen tot in 1761.